# کمال محجوب
کمال محجوب (انگلیسی: Kamal Mahgoub؛ ۱۰ دسامبر ۱۹۲۱ – ۹ فوریهٔ ۲۰۰۷) وزنه‌بردار اهل مصر بود.
وی در مسابقات کشوری و بین‌المللی در مجموع برندهٔ ۲ مدال نقره، ۳ مدال برنز شده‌است.